# Edward Wawrykiewicz
Edward Wawrykiewicz (ur. 1847 w obwodzie tarnowskim w Galicji, zm. 9 czerwca 1917 w Warszawie) – polski inżynier kolejnictwa, popularyzator wiedzy technicznej, uczestnik powstania styczniowego.
Po ukończeniu gimnazjum w Tarnowie rozpoczął studia w krakowskim Instytucie Technicznym, przerwane na pewien czas w 1863, kiedy to wziął udział w powstaniu styczniowym (był ranny w walkach). Dyplom Instytutu uzyskał kilka lat po powstaniu, a w 1872 dzięki stypendium paryskiego Hotelu Lambert mógł wyjechać na dalszą naukę do Monachium, gdzie w 1877 ukończył studia politechniczne.
U schyłku lat 70. XIX wieku powrócił na ziemie polskie i zatrudnił się na Kolei Warszawsko-Terespolskiej; kiedy kolej ta została upaństwowiona w 1892, inżynier Wawrykiewicz przeszedł do pracy na Kolei Warszawsko-Wiedeńskiej, gdzie był konstruktorem do 1915. W ostatnich latach życia pracował jako inspektor szkoły rzemieślniczej im. Leopolda Meyera w Warszawie.
Wawrykiewicz był aktywnym działaczem społecznym, zarówno w środowisku technicznym, jak i poza nim. Należał do grona współzałożycieli stowarzyszenia śpiewaczego „Lutnia”. W sekcji technicznej Towarzystwa Popierania Przemysłu i Handlu w Warszawie pełnił obowiązki bibliotekarza. Redagował kilka opracowań bibliograficznych – Bibliografię 37 tomów „Przeglądu Technicznego” za lat 25 (1875-1899) (1903) oraz Bibliografię 10 tomów „Przeglądu Technicznego” wydanych w latach 1900–1909 (1914). Przygotował również Spis techników w guberniach Królestwa Polskiego (1898), ponadto był autorem Nauki rysunków (1898) i Słowniczka mierniczego (1903). Zajmował się tłumaczeniami na polski zagranicznych dzieł o tematyce technicznej.
Zmarł 9 czerwca 1917 w Warszawie, pochowany został na  Powązkach.